# 林恭章
林恭章（1562年—1631年），字尔肅，福建興化府莆田縣人。明朝政治人物。

## 生平
嘉靖四十一年倭寇破莆田，恭章母亲躲在棺材下面生下他，成长后，常常发誓以清修报答母恩。萬曆二十六年（1598年）戊戌科進士，初知海宁县，调陽江縣，天性廉介，以教化為先。邑多猾吏，章刻意懲創，吏皆斂手。然至折獄，往往多哀矜流涕。盛暑必躬閲獄囚，日夕存恤。有村媪與子訟，意狀甚逆，章愀然動色，攜入衙署，跪白其母，母命設飲食，章盛衣冠侍母側，觀其母子同飯，頃之，媪與子泣且悟，叩頭謝罪，乃喻遣之。居無何，丁母憂去，去之日，民遮道留衣履祀之。補新淦令，有能聲。額賦聽民自納，不取羨餘。貧民有鬻妻者賑之，使完聚。邑火，捐粟卹被災者。在淦数月，召为都察院经历，转工部虞衡司员外郎，管街道厅。天启元年（1621年）九月，由吉安府知府升江西湖東道副使，二年十一月升雲南右參政，四年升廣西按察使，天啓六年（1626年）七月升湖廣右布政使，不久致仕归乡。家居三年，崇祯四年辛未卒。